# Иоффе, Анатолий Фёдорович

Анато́лий Фёдорович Ио́ффе — советский учёный и инженер, кандидат технических наук. Главный конструктор ПЭВМ «Агат», первого серийного советского персонального компьютера.
В 1981 году был назначен руководителем отдела персональных ЭВМ Научно-исследовательского института вычислительных комплексов (НИИ ВК). С целью реализации государственной программы компьютеризации школьного образования, в рамках работ по созданию товаров народного потребления отделу была получена разработка персонального компьютера, который был бы доступен для школьных учреждений, а также для индивидуального пользования в научных, медицинских, учебных, хозяйственных и других организациях. В СССР это была первая попытка создания вычислительной машины такого класса.
Автор научных статей , разработок и патентов, посвящённых конструированию и принципам работы магнитных систем хранения данных.